# Mahrang Baloch
Mahrang Baloch és una activista pakistanesa dels drets humans balutxi contra les desaparicions forçades il·legals i els assassinats extrajudicials per part de les autoritats a la província pakistanesa de Balutxistan.

## Biografia
Mahrang va néixer l'any 1993 en una família balutxi. El seu pare Abdul Gaffar Langove era obrer. La seva família vivia a Quetta abans de traslladar-se a Karachi per a l'atenció mèdica de la seva mare.
El 12 de desembre de 2009, el seu pare va ser segrestat per la força per les forces de seguretat del Pakistan quan es dirigia a l'hospital de Karachi. Als 16 anys, de seguida va començar a protestar pel seu segrest i es va donar a conèixer en el moviment de resistència estudiantil. El juliol de 2011, el seu pare va aparèixer mort amb signes de tortura. El seu germà va ser arrestat posteriorment el desembre de 2017 i va estar detingut durant més de tres mesos. Des de llavors, ha estat una de les figures destacades del moviment de resistència balutxi.
Ha protestat per l'extracció de recursos naturals del govern de Balutxistan. El 2020, va dirigir un grup d'estudiants que protestaven per la proposta d'eliminació del sistema de quotes a la Universitat de Ciències Mèdiques i de la Salut de Bolan, que reserva places per a estudiants de medicina procedents de zones remotes de la província. Com a resultat de l'activisme del grup i les vagues de fam, es va cancel·lar el canvi de política proposat.

## Moviment de Balutxistan a Islamabad
La Llarga Marxa de Balutxistan a Islamabad, també anomenada Llarga Marxa Balutxi, és un moviment de protesta liderat per Mahrang Baloch i altres dones activistes balutxis, que marxen cap a Islamabad per protestar contra les violacions dels drets humans i les desaparicions forçades a Balutxistan. La marxa va ser una resposta al nombre creixent de desaparicions forçades i assassinats extrajudicials a la regió. Segons el Comitè Balutxi Yakjehti, els manifestants van ser detinguts per la policia d'Islamabad. Posteriorment, es va aprovar una fiança que va donar lloc a l'alliberament de tots els participants.

## Reconeixements
El desembre de 2024, la BBC va incloure-la en la seva llista 100 Women, que reconeix a les dones més inspiradores i influents de l'any a nivell mundial.